# Kirsten van de Westeringh
Kirsten van de Westeringh (Zeewolde, 2001. június 6. –) holland korosztályos női válogatott labdarúgó. A Feyenoord középpályása.

## Pályafutása

### Klubcsapatokban
Junior éveit a VV Zeewolde csapatánál töltötte, majd 2018 nyarán az Ajax gárdájához távozott. 2019. május 2-án hosszabbította meg szerződését az amszterdami egyesülettel.

### A válogatottban
A korosztályos válogatottakban 2017 óta szerepel. Részt vett a Csehországban megrendezett U17-es Európa-bajnokságon, ahol hazája mind a négy mérkőzésén pályára lépett, végül az elődöntőben buktak el a spanyol válogatottól.
A 2018-as U17-es Eb-n a litvánokkal szemben 9-0-ra megnyert találkozón mesterhármast ért el.
A 2019-es U19-es Európa-bajnokságon gólt szerzett Norvégia ellen, azonban a legjobb négy között Németország bizonyult jobbnak.

## Sikerei

### Klubcsapatokban
Holland bajnoki ezüstérmes (1):
- Ajax (1): 2018–19

 Holland kupagyőztes (1):
- Ajax (1): 2018–19